# BM Aragón
CAI Balonmano Aragón este o echipă de handbal din Spania care evoluează în Liga ASOBAL.

## Lot 2009/10
| - 1 Iñaki Malumbres - 2 Amadeo Sorli - 5 Jorge Maqueda - 7 Stankovic - 8 Grebenar - 9 Enrique Camas - 10 Larsson - 12 Jorge Olano - 13 Adrian Sifre - 15 Sergio Ruiz |  | - 16 Pablo Hernández - 17 Carlos Prendes - 19 Abel Lamadrid - 20 Koch-Hansen - 21 Antonio Cartón - 22 Arrhenius - 23 Cristian Postigo - 31 Stojanovic - 55 Miguel Aguerri |